# Szicíliai Eleonóra aragóniai királyné
Szicíliai Eleonóra (Szicília, 1325 – Lleida, Lleida tartomány, Katalónia, 1375. április 20.) szicíliai királyi hercegnő, házassága révén aragóniai királyné. A Barcelonai-ház szicíliai ágának királyi főágából származott.

## Élete, származása
Édesapja II. Péter szicíliai király, édesanyja Görzi Erzsébet karintiai hercegnő, II. Ottó karintiai herceg és Piast Eufémia liegnitzi hercegnő leánya.
Eleonóra volt szülei második legidősebb lánya. Nővére Konstancia, aki Szicília régense volt öccsük kiskorúsága alatt. Húga, Beatrix II. Rupert rajnai palotagróf és választófejedelem felesége lett. Míg harmadik húga, Eufémia, Szicília régense volt 1355–1357 között.
Eleonóra 1349. augusztus 27-én feleségül ment a már kétszer megözvegyült IV. Péter aragóniai királyhoz.
Házasságukból négy gyermek született:
- János (1350–1396), I. János néven aragón király, 1. felesége Mattea armagnaci grófnő (1347–1378), 5 gyermek, 2. felesége Jolán, Bar hercegnője (1364–1431), 6 gyermek, többek között:
  - (1. házasságából): Aragóniai Johanna foix-i grófné (1375–1407)
  - (2. házasságából): Aragóniai Jolán címzetes nápolyi királyné (1381–1443)
- Márton (1356–1410), I. Márton néven aragón király, 1. felesége Mária lunai grófnő (1356–1406), 4 gyermek, 2. felesége Aragóniai Margit pradesi hercegnő (1388–1429), gyermekek nem születtek, 1. házasságából többek között:
  - (1. házasságából): Ifjú Márton szicíliai király
- Eleonóra (1358–1382), férje I. János kasztíliai király (1358–1390), 3 gyermek, többek között:
  - III. Henrik kasztíliai király
  - I. Ferdinánd aragóniai király
- Alfonz (1362–1364)

Miután Eleonóra meghalt, férje feleségül vette Fortià Szibillát.